# Boîte de Skinner
Pour les articles homonymes, voir Skinner.
 (octobre 2019).

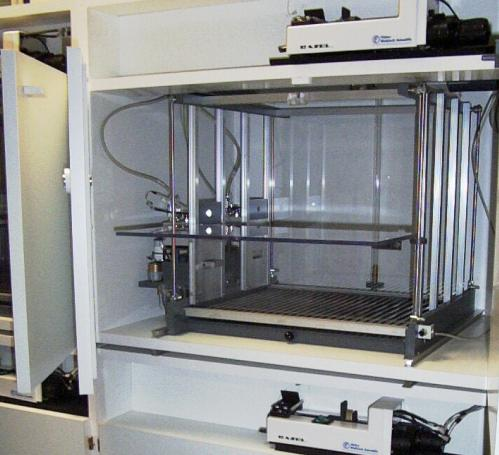
Boîte de Skinner pour rat avec 2 leviers automatiques, 2 cue lights et 1 grille électrifiée. 1 haut-parleur et 1 house light (non visibles) se situent au-dessus de la cage.

La boîte de Skinner (« Skinner box ») est un dispositif expérimental inventé par B. F. Skinner au début des années 1930 dans le but de simplifier l'étude des mécanismes de conditionnement.

## Description
Skinner inventa cet appareil pour tester les capacités des rongeurs et des pigeons à subir un conditionnement opérant, c’est-à-dire faisant intervenir le comportement de l'animal et le renforcement de celui-ci par des stimuli renforçateurs :
Renforcement positif :
- Stimulus « Le rat est dans la cage »
- Réponse (comportement) « Le rat appuie sur le levier »
- Renforcement positif « Il obtient de la nourriture » (= ajout)

→ Augmentation de la probabilité d'apparition du comportement
Renforcement négatif :
- Stimulus « Le rat est dans la cage, il reçoit des chocs électriques (plancher)
- Réponse (comportement) « Le rat appuie sur le levier »
- Renforcement négatif « Les chocs électriques s'arrêtent » (= retrait)

→ Augmentation de la probabilité d'apparition du comportement
Punition positive :
- Stimulus « Le rat est dans la cage »
- Réponse (comportement) « Le rat appuie sur le levier »
- Punition positive « Il reçoit une décharge électrique » (= ajout)

→ Diminution de la probabilité d'apparition du comportement
Punition négative :
- Stimulus « Le rat est dans la cage, il a de la nourriture »
- Réponse (comportement) « Le rat appuie sur le levier »
- Punition négative « La nourriture disparait » (= retrait)

→ Diminution de la probabilité d'apparition du comportement
Elle simplifie l'étude des mécanismes de conditionnement, grâce à l'automatisation de la présentation des stimuli (visuels, auditifs, nociceptifs – par exemple choc électrique), des renforcements (nourriture et eau, notamment), de l'enregistrement des réponses de l'animal (le plus souvent rat ou pigeon), et des associations prévues par l'expérimentateur entre eux. Ainsi l'expérimentateur peut-il faire en sorte que de la nourriture soit délivrée lorsque l'animal a appuyé  un nombre de fois déterminé sur un levier, mais uniquement lorsqu'un son aigu a été précédé d'une lumière verte.
La boîte de Skinner est en quelque sorte un prolongement de la Thorndike puzzle box utilisée par Edward Thorndike pour mettre en évidence l'apprentissage par essai-erreur chez le chat.

## Les expériences de Skinner sur les rats
Pour sa première expérimentation de sa chambre de conditionnement opérant (1931), Skinner enferme un rat dans une cage où un levier délivre des boulettes de nourriture sous deux conditions : une lampe placée dans la boite doit être allumée, l'animal doit actionner le levier. Le rat atteint les objectifs fixés par l’expérimentateur comme suit (en langage anthropomorphisant) :
- L’animal explore l’environnement et ses possibilités d’actions. À un moment, par hasard ou par curiosité, il exerce une pression sur le levier. Si la lampe est allumée, il reçoit la nourriture.

- À l’issue de différents appuis sur le levier, le rat entrevoit une relation entre plusieurs facteurs : la lumière, la pression sur le levier, la nourriture.

- Il teste son hypothèse. Il constate qu’une action sur le levier sous la lumière donne de la nourriture. Il observe qu’actionner le levier sans lumière n’aboutit à rien.

- Le rat tire ses conclusions pour acquérir un savoir. À l'avenir, il sera capable de maîtriser son alimentation dans les mêmes circonstances.

Cette expérience démontre le principe de l’apprentissage opérant, on apprend que, dans telles conditions, tel comportement produit tel effet. Pour Skinner ce principe vaut pour l’ensemble du monde animal, homme inclus.